# Chloroclystis viridata
Chloroclystis viridata är en fjärilsart som beskrevs av Johann Gottlieb Gleditsch 1773. Chloroclystis viridata ingår i släktet Chloroclystis och familjen mätare. Inga underarter finns listade i Catalogue of Life.